# Anastasia Stanko
Anastasia Romanivna Stanko (en ukrainien : Анастасія Романівна Станко) est une journaliste et animatrice de télévision ukrainienne, membre du mouvement Stop à la censure.

## Biographie
Anastasia Stanko naît à Nyjniv (en) dans l'oblast d'Ivano-Frankivsk en Ukraine. Après avoir été diplômée de l'université de Lviv, elle travaille comme journaliste pour UA:Pershyi et TVi. En 2013, elle est l'une des fondatrices de Hromadske.TV où elle travaille désormais.
Le 14 juin 2014, elle est détenue pendant quatre heures par les troupes frontalières russes lorsqu'elle franchit accidentellement la frontière entre la Russie et l'Ukraine, dans la localité de Milove. Après sa détention, Anastasia Stanko est remise aux autorités ukrainiennes avec pour condition de payer une amende de 3 000 roubles et de détruire tout matériel photo et vidéo. Le 16 juin 2014, Stop à la censure organise une conférence de presse à Kharkiv à laquelle est invitée Anastasia Stanko pour partager son expérience. Dans son interview à la société de télédiffusion ATN, elle déclare qu'il n'y avait pas d'identification de la frontière entre l'Ukraine et la Russie.
Le 30 juin 2014, Anastasia Stanko et Illya Bezkorovaïny, son cameraman, sont arrêtés, près de Stanytsia Louhanska, par la république populaire de Lougansk, alors qu'ils exercent leurs fonctions professionnelles. Ils sont détenus dans le sous-sol de l'un des bâtiments du centre-ville de Louhansk. Pendant son enlèvement, Anastasia Stanko refuse absolument de donner la moindre interview aux journalistes russes, notamment ceux de LifeNews. Le 2 juillet 2014, elle est libérée.
Dans son interview à Podrobnosti, le 6 juillet 2014, Anastasia Stanko affirme qu'elle était retenue par les mêmes personnes qui retiennent Nadia Savtchenko.
Début juillet 2016, elle perd ses accréditations après avoir posté une vidéo dévoilant les positions de parachutistes ukrainiens défendant la zone industrielle d'Avdiivka, mais elle les récupère fin août.
Elle est l'une des quatre lauréates du prix international de la liberté de la presse 2018.
Dans l'édition 2020 du magazine ukrainien Focus, elle fait partie des 100 femmes les plus influentes d'Ukraine.
Le 5 août 2020, Nastya Stanko est devenue la rédactrice en chef de la rédaction de Hromadske.TV.